# Handbal Club Argeș
Handbal Club Argeș este un club sportiv din Pitești care evoluează în Divizia A, eșalonul secund al campionatului de handbal masculin intercluburi din România. În sezonul competițional 2011-2012, sub numele de CS H&V Pitești, echipa a terminat pe locul 5 în clasamentul Diviziei A.

## Istoric
În anul 1977 s-a înființat secția de handbal din cadrul clubului sportiv Dacia Pitești. Trei ani mai târziu sunt transferați la club 14 jucători de la Steaua, Dinamo, CSS 2 București, Craiova, Bacău și Suceava, antrenor fiind la acea vreme Victor Neagu.
În anul 1981 se promovează în divizia B, după câștigarea campionatului județean. Peste doi ani se formează o echipă valoroasă, cu jucători de renume, în special de la Dinamo București. În această perioadă echipa a fost pregătită de Oprea Vlase și Werner Stöckl. În 1984, tehnicianul grupării piteștene a fost Romeo Sotiriu.
Echipa de handbal a Piteștiului reușește promovarea în Divizia A în anul 1985, iar până în 1990 evoluează în același eșalon. În acea perioadă, 4-5 jucători de la loturile naționale de tineret și seniori proveneau de la Pitești. Echipa era pregătită de Mircea Grabovschi și Oprea Vlase.
Între 1991 și 1992 echipa joacă în eșalonul secund, iar între 1992-2002 revine în Divizia A. Printre antrenorii din acea perioadă se numără Alexandru Ionescu (actualul director tehnic), Aihan Omer, Ion Mihăilă, Victor Neagu. În perioada în care echipa a fost pregătită de Aihan Omer, Piteștiul a fost reprezentat la lotul național de seniori de 7 jucători.
În anul 2002, echipa Dacia Pitești retrogradează și va fi desființată, pentru că nu a mai existat nici sprijinul celor de la uzina de automobile. În 2003, apare echipa numită CS H&V Pitești, reușindu-se promovarea în același an, iar în anul 2004 echipa retrogradează din nou.
În sezonul 2007-2008 se reușește promovarea în Liga Națională, sub conducerea lui Titel Răduță. Același tehnician coordonează echipa și în sezonul în care echipa joacă în primul eșalon handbalistic al țării, 2008-2009. Din 2009 și până în prezent, echipa evoluează în Divizia A.
În 2010, echipa de juniori I a obținut titlul național în premieră pentru județul Argeș.

## Foști jucători notabili
Foarte mulți jucători valoroși au trecut pe la echipa piteșteană, printre care:
- Victor Neagu – câștigător al Cupei Campionilor Europeni
- Mircea Grabovschi – campion mondial
- Gheorghe Tase – campion mondial
- Vasile Cocuz - medaliat cu bronz la Campionatul Mondial
- Vasile Oprea – campion mondial universitar
- Claudiu Ionescu -campion mondial universitar
- Virgil Marchidan – campion mondial universitar
- Virgil Nicolae – campion național

- Liviu Ianoș – campion național
- Petre Cozma – campion național
- Leonard Bibirig – campion național
- Răzvan Cârstoaia – campion național